# Aiguillon ostroma
Aiguillon ostroma a százéves háború egyik ütközete volt, amely 1346. április 1-jétől az év augusztus 20-áig tartott. A hadműveletet indító János normandiai herceg, későbbi királynak nem sikerült bevenni az angol és gascogne-i csapatok által védett erődítményt.

## Előzmények
A breton örökösödési háborúban a kisnemesek és a parasztság Montfort-i János, a gazdag polgárság pedig a francia király unokaöccse, Blois-i Károly herceg mellé állt. 1342 őszén az angolok János oldalán beavatkoztak a háborúba, amely az 1343. január 19-én megkötött malestroit-i békeszerződéssel ért véget. Eduárd visszatért Angliába, de erős helyőrségeket hagyott hátra a fontos városokban Thomas Dagworth felügyelete alatt. VI. Kelemen pápa Avignonba hívta a feleket, de a békekonferencia eredménytelenül ért véget 1344 telén.
Eduárd 1345. június 15-én felmondta a malestroit-i békeszerződést. Fő célja az lehetett, hogy megerősítse pozícióit Gascogne-ban, illetve szorosabbra fűzze szövetségét a flamandokkal. 1345 tavaszán Grossmonti Henrik és Sir Hugh Hastings Gascogne északi részén elfoglalta Bergeracot és sok más várat, várost, köztük a saint-sardos-i háborúban elvesztett La Réole-t. Ez az erődítmény nagyjából hatvan kilométerre esett Bordeaux-tól, és jó kiindulópontot jelentett az angoloknak Agenais grófság visszahódításához. Az angolok elmerészkedtek egészen északra, és rohammal bevették Angoulême-et. Ezzel egy időben Thomas Dagworth Bretagne-ban kezdett hadműveletet, és elfoglalt számos francia helyőrséget.

## Az ostrom
1346 tavaszán a franciák erős ellentámadást indítottak délnyugaton. Normandiai János 15-20 ezres sereggel érkezett a fontos stratégiai helyen, a Garonne és a Lot találkozásánál fekvő Aiguillonhoz, amelyet Ralph Stafford és a várkapitány, Hugh Menil védett. A várban 600 íjász és 300 páncélos lovag teljesített szolgálatot. A védők között volt két híres harcos, Walter Mauny és Alexander de Caumont is.
Aiguillon két összeépült településből állt. A gall-római eredetű Lunac d'Aiguillont málló téglafal védte, északkeleti sarkában egy várral. Le Fossat d'Aiguillon délre feküdt Lunactól, amely szintén egy várból és egy kicsi faluból állt. A két települést fal vette körbe, amely a hosszabbik oldalon 250 méter, a rövidebben 150 méter volt. A falat nem fejezték be, a réseket kővel töltött hordókkal tömték be. Lunac mellett egy omladozó híd vezetett át a Loton, amelyet a túlsó parton barbakán védett.
Az ostrom április 1-jén megkezdődött. A franciák a Lot és a Garonne összefolyásától keletre vertek tábort, így azonban nem tudták elvágni a város és La Réole vízi összeköttetését és a híd használatát. Lancaster a közelben álló Damazanban és Tonneinsben erős helyőrséget hagyott hátra, hogy ellenőrizzék az Aiguillontól északra és nyugatra eső területeket. A franciák, hogy ellensúlyozzák ezt a helyzetet, elfoglalták Clariac Lot-hídját, amely nyolc kilométerre északra volt az ostromlott vártól. Földsáncokat építettek, árkokat ástak, hogy elvágják a külvilágtól a várat, illetve megvédjék magukat a hátbatámadástól.
Megkezdték egy fahíd építését a Garonne felett. A munkálatok több hétig tartottak. A védők az első időkben rendszeresen kirontottak a várból, hogy lerombolják a hidat, majd bárkákról támadtak. Kétszer sikerült lerombolni az építményt, de végül májusban elkészült. A franciák láncot húztak ki a folyón, hogy megakadályozzák az angol hajók utánpótlás-szállítását.
Júniusban a franciák megpróbáltak két utánpótlást szállító bárkát elvontatni a vár közelében, de a védők két akciót is indítottak. Az első csapat csónakokkal megrohanta és elfoglalta a hajókat, miközben egy száz lovagból álló csapat, Alexander de Caumont parancsnoksága alatt a Lot északi partján állomásozó franciákat támadta hátba. Amikor vissza akartak térni a várba, hatalmas küzdelem bontakozott ki a barbakánnál. Az angolok elvesztették a hidat őrző erődítményt, és megpróbáltak visszatérni a várba. A védők azonban kénytelenek voltak leengedni a hullórostélyt, hogy megakadályozzák a támadók betörését, és a kívül rekedt angolokat lemészárolták. Caumont fogságba esett, de néhány nap múlva hatalmas váltságdíj fejében elengedték. A pénz jelentős részét Lancaster finanszírozta.
Júliusban angol katonák átvágták magukat a franciákon, és élelmiszert vittek az erődítménybe. Eközben az ostromlóknak egyre súlyosabb gondjaik támadtak, mivel egyre távolabbról tudtak csak élelmiszert beszerezni. Észak és nyugat felé kockázatos volt gyűjtőakciókat indítaniuk, ugyanis arra számos angol helyőrség volt. A katonák éheztek, és vérhasjárvány tört ki a táborukban. Lancaster Bordeaux-ból La Roche-Derrienbe helyezte át székhelyét, és katonái rajtaütésekkel nehezítették a franciák kommunikációját és gyűjtőakcióit.
A franciák az ostromra a déli falat tartották a legalkalmasabbnak, amely a legrégebbi és a legalacsonyabb volt. Ez a fal a Lot mentén húzódott. A franciák három fa ostromtornyot építettek, de akciójuk kudarcba fulladt, amikor megpróbálták azokat áthajózni. Az egyik bárkát eltalálta egy követő lövedéke, és a hajót a teljes legénységgel együtt elsüllyesztette. A másik két bárka visszafordult.
Miközben a franciák sikertelenül ostromolták a várat, III. Eduárd bevette Caent, és Párizs felé tartott. Augusztus 2-án az angolok által vezetett flamandok szintén megindultak, és nyolc nappal később betörtek a Francia Királyság területére. Aiguillon teljesen elvesztette stratégiai jelentőségét, hiszen a fő harcok jóval messzebb folytak. János azonban folytatta az ostromot, hiába kérték tanácsadói és apja arra, hogy vonuljon északra, ahol az angol seregek szinte ellenállás nélkül pusztítottak.
A franciák egyre nehezebben biztosították az ostromló sereg ellátását. Gaillard de Durfort, az angolokkal harcoló francia nemes katonái rendszeresen kicsaptak Bajamont várából, és Agen környékén zaklatták az utánpótlást szállító csapatokat, azzal fenyegetve, hogy elvágják az Aiguillon és Moissac közötti létfontosságú vízi utat. Robert de Houdetot, Agenais sénéchalja több száz katonát vezényelt Bajamont elé, de nem tudta megállítani a rajtaütéseket. Július 18-án a hercegi tanács egy nagyobb egység áthelyezéséről döntött, hogy így segítsék Houdetot erőfeszítéseit. Parancsot adtak arra is, hogy Agen minden háztartása küldjön egy katonát a seregbe, amely az intézkedéseknek köszönhetően kétezer fősre duzzadt. A franciák elkezdték a vár elszigeteléséhez szükséges földmunkákat, de mielőtt kiépítették volna védelmüket, Durfort kicsapott a várból, és legyőzte őket. Sok francia meghalt, Robert Houdetot fogságba esett. Augusztus 20-án János befejezte az ostromot, és apja megsegítésére indult.